# 2004年夏季残疾人奥林匹克运动会中国香港代表团
2004年夏季残疾人奥林匹克运动会中国香港代表团是中国香港派出的2004年夏季残疾人奥林匹克运动会代表团。获得11枚金牌、7枚银牌和1枚铜牌。